# Де Сото (Ајова)
Де Сото (енгл. De Soto) град је у америчкој савезној држави Ајова. По попису становништва из 2010. у њему је живело 1.050 становника.

## Демографија
Према попису становништва из 2010. у граду је живело 1.050 становника, што је 41 (4,1%) становника више него 2000. године.
| Група             | 2000.       | 2010.         |
| Белци             | 997 (98,8%) | 1.007 (95,9%) |
| Афроамериканци    | 0 (0,0%)    | 7 (0,7%)      |
| Азијати           | 2 (0,2%)    | 2 (0,2%)      |
| Хиспаноамериканци | 7 (0,7%)    | 19 (1,8%)     |
| Укупно            | 1.009       | 1.050         |